# Lago di Mauvoisin
Il lago di Mauvoisin (in francese lac de Mauvoisin) è un bacino artificiale che si trova nella valle di Bagnes, nel distretto di Entremont, nel canton Vallese svizzero.

## Storia
Prima della costruzione della diga il lago era naturale.
La diga di Mauvoisin fu costruita tra il 1951 e il 1958. Il lago è alimentato dalle acque che scendono dall'alta valle e, in particolare, da quelle che scendono dal ghiacciaio del Gietro e dal ghiacciaio d'Otemma.